# Drept de spoliere
Dreptul de spoliere (în latină ius spolii) este dreptul legal al unui superior ecleziastic de a confisca moștenirea constituită din bunurile mobile care aparținuseră unui cleric al unei dieceze catolice. Acest drept se baza pe premisa că un cleric nu putea dispune prin testament asupra uzului prebendei sale.
După căderea Imperiului Roman de Apus, orice persoană prezentă la moartea unui cleric se simțea liberă să își însușească orice proprietate a defunctului, bunuri ecleziastice sau de altă natură, pe care le confisca împotriva prevederilor testamentului clericului, de unde și descrierea populară cinică a acestui act ca „drept de a prăda” (rapit capit – sechestrat și luat).
Fiind exercitat în Evul Mediu de feudali, împărați și suverani teritoriali a fost menținut în unele părți ale Germaniei până în secolul al XIX-lea. Semne de abuz au apărut acolo unde episcopii confiscau beneficiile mănăstirilor pe motiv că ele sunt proprietatea bisericii episcopale. 
Suveranii teritoriali exercitau dreptul de spoliere la moartea episcopilor din teritoriul lor. Deseori însă prin abuz aceștia își însușeau, de asemenea, bunurile clerului inferior. În secolul al XIII-lea devenise o practică obișnuită ca la moartea unui cleric - în absența unui testament - moștenirea lui să revină vistieriei papale. Totuși acestă practică nu a devenit niciodată legală deoarece o lege privind spolierea era greu de aplicat: demarcația dintre proprietatea ecleziastică și cea privată fiind în multe cazuri greu de stabilit.
Conducătorii medievali Otto al IV-lea, Filip al Suabiei, Frederic al II-lea și Rudolf de Habsburg au renunțat la dreptul de spoliere. Deși numeroase decrete papale au interzis spolierea majoritatea suveranilor au făcut uz de acest drept până în secolul al XVI-lea. Abia când Conciliul de la Trent a garantat libertatea testamentară a clerului diecezan, dreptul de spoliere a dispărut.